# Dirk Raufeisen

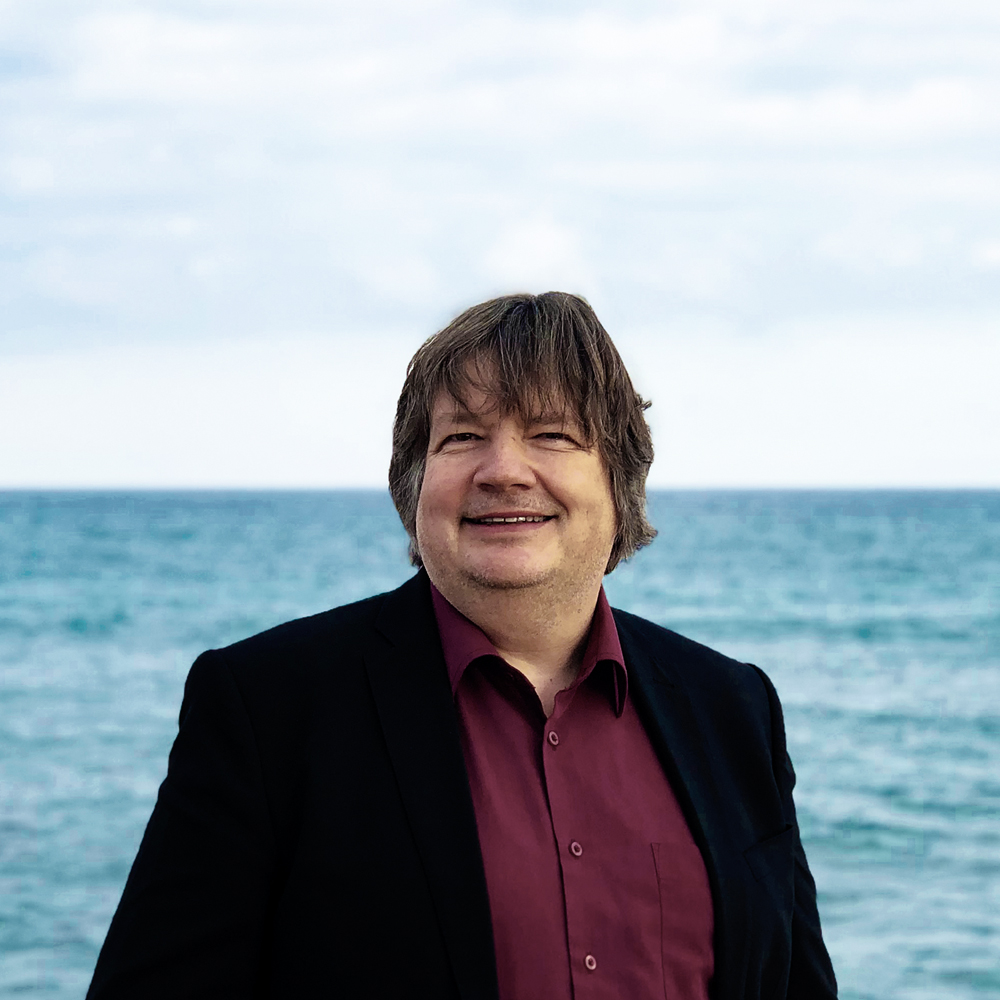
Dirk Raufeisen (2020)

Dirk Raufeisen (* 1966 in Hanau) ist ein deutscher Jazzpianist.

## Werdegang
Raufeisen erhielt mit acht Jahren ersten Klavierunterricht. Als Begleitpianist von Lady Bass and the Real Gone Guys arbeitete er mit Lindy Huppertsberg (b), Ron Ringwood (voc) und Tommie Harris (dr). Kontakte zu nationalen und internationalen Jazzgrößen knüpfte er als 22-Jähriger, als er in dieser Formation 1988 die Gelegenheit erhielt, an dem jährlich stattfindenden Hot Jazz Festival at Sea teilzunehmen. Ebenfalls 1988 schloss er sich der Frankfurter Formation Big-Band Memories und der Offenbacher Leathertown Jazzband an. Mehrfach trat er mit der Band Kreisjazzwerkerschaft und Rose Nabinger auf.
Seit 1990 gehörte er zu Ron Ringwoods Gospel Five, die aus dem Lady Bass-Quartett hervorgegangen ist. Mit der Sängerin Martha Cambridge spielte er sein Debütalbum Lord I Thank You ein. 1991 erhielt Raufeisen den ersten Preis beim hessischen Landeswettbewerb Jugend jazzt. 1992 gründete Dirk Raufeisen mit dem Kontrabassisten Götz Ommert das später zum Trio erweiterte Duo Jazzfingers.
Seit 1994 spielte er mit dem Schlagzeuger Charly Antolini und dem Bassisten Jimmy Woode in der Band Super-Trio, die 2 CDs veröffentlichte. Seit 1995 gehört er zur Formation International Gospel Five und veranstaltet mit Martha Cambridge und Tommie Harris seit 1997 Gospelworkshops in der Schweiz und in Deutschland. Mit Lillian Boutté nahm er das Weihnachtsprogramm When You Wish upon a Star (1997) auf. Seit 1999 arbeitet er mit der Chansonsängerin Nanette Scriba zusammen, mit der er auch drei Alben eingespielt hat. Mit der holländischen Sängerin Greetje Kauffeld erarbeitete er 2002 das Programm „A Lovely Way to Spend an Evening“. Seit 2005 spielt Dirk Raufeisen  mit der Bassistin Lindy Huppertsberg und der Drummerin Carola Grey in dem Trio Two for One. Später trat er mit den Red Hot Hottentots auf und leitete eine eigene Bigband.

## Auszeichnungen
Raufeisen wurde 2002 mit dem Kulturpreises des Wetteraukreises ausgezeichnet.

„Dirk Raufeisen ist eine feste Größe im Jazz des deutschsprachigen Raums“

## Diskografische Hinweise
- Ron Ringwood's Gospel Five: Lord I Thank You, 1990
- Lady Bass & The Real Gone Guys: Lady be Good, 1991
- Jazzfingers: Run for Fun, 1992
- Super-Trio: Brotherhood of Man, 1995 (mit Jimmy Woode, Charly Antolini)
- Super-Trio: Happy Hour (live), 1996 (mit Jimmy Woode, Charly Antolini)
- Jazzfingers Trio: Tantivy, 2006 (mit Götz Ommert, Tobias Schirmer)
- Dirk Raufeisen Singers: All You Need Is Love, 2012